# بيورن أول غليديتش
بيورن أول غليديتش هو شخصية أعمال وسياسي نرويجي، ولد في 13 يناير 1963 في ساندفيورد في النرويج. نشط حزبياً في حزب المحافظين. وقد انتخب mayor of Sandefjord ‏ (2003 – ).